# 龔元壽
龔元壽（?—?），中国东晋隐士，武陵郡汉寿县（今湖南省汉寿县北）人。龚玄之弟弟的儿子。
龔元壽有德操，高尚而不出仕，举秀才被州里辟召，称病不去就任。晋孝武帝多次以太学博士、散骑侍郎、给事中征召他，都不出来当官。后来在家中去世。